# Green Buffaloes
Der Green Buffaloes Football Club ist ein Fußballverein aus der sambischen Hauptstadt Lusaka, der in der Zambian Premier League, der höchsten Spielklasse des Landes spielt.

## Bekannte Spieler
- Patson Daka
- Nathan Sinkala

## Erfolge
- Sambischer Meister: 1973, 1974 (als Zambia Army Lusaka), 1975, 1977, 1979, 1981
- Sambischer Pokalsieger: 2005
- Zambian Challenge Cup: 1975, 1977, 1979, 1981, 1985

## Stadion
Der Verein trägt seine Heimspiele im Independence Stadium in Lusaka aus. Das Stadion hat ein Fassungsvermögen von 50.000 Personen.

## Spiele in den CAF Wettbewerben
| Wettbewerb                          | Runde              | Gegner                        | Hinspiel | Rückspiel |
| ----------------------------------- | ------------------ | ----------------------------- | -------- | --------- |
| Green Buffaloes FC Lusaka           |                    |                               |          |           |
| African Cup of Champions Clubs 1974 | 1. Runde           | JS Antalaha                   | 4:1 (H)  | 2:1 (A)   |
|                                     | 2. Runde           | Simba SC Dar es Salaam        | 1:2 (H)  | 0:1 (A)   |
| African Cup of Champions Clubs 1975 | 1. Runde           | AS Corps Enseignement Toliara | w/o      | w/o       |
|                                     | 2. Runde           | Bata Bullets FC Blantyre      | 2:0 (A)  | 3:2 (H)   |
|                                     | Viertelfinale      | Enugu Rangers                 | 2:2 (H)  | 1:2 (A)   |
| African Cup of Champions Clubs 1976 | 2. Runde           | Simba SC Dar es Salaam        | 3:2 (H)  | 1:0 (A)   |
|                                     | Viertelfinale      | Enugu Rangers                 | 3:1 (H)  | 0:3 (A)   |
| African Cup of Champions Clubs 1978 | 2. Runde           | Matlama FC Maseru             | 1:0 (H)  | 0:0 (A)   |
|                                     | Viertelfinale      | Canon Yaoundé                 | 0:2 (A)  | 1:1 (H)   |
| African Cup of Champions Clubs 1982 | 1. Runde           | Vital’O Bujumbura             | 0:0 (H)  | 2:0 (A)   |
|                                     | 2. Runde           | AS Somasud Toliara            | 3:0 (H)  | 3:1 (A)   |
|                                     | Viertelfinale      | Al Ahly Cairo                 | 1:3 (A)  | 1:0 (H)   |
| African Cup Winners’ Cup 1983       | 1. Runde           | CD Maxaquene Maputo           | 5:1 (H)  | 1:1 (A)   |
|                                     | 2. Runde           | AS Sotema Mahajanga           | 2:0 (H)  | 0:0 (A)   |
|                                     | Viertelfinale      | Horoya AC Conakry             | 1:0 (H)  | 0:2 (A)   |
| CAF Cup 2003                        | 1. Runde           | Express FC Kampala            | 2:1 (H)  | 1:1 (A)   |
|                                     | 2. Runde           | Saint Michel United FC        | 5:0 (H)  | 2:1 (A)   |
|                                     | Viertelfinale      | Club Africain Tunis           | 1:4 (A)  | 1:1 (H)   |
| CAF Confederation Cup 2004          | Qualifikation      | Al-Merrikh Omdurman           | 0:1 (A)  | 2:0 (H)   |
|                                     | 1. Runde           | DC Motema Pembe Kinshasa      | 6:1 (H)  | 1:2 (A)   |
|                                     | 2. Runde           | Lobi Stars Makurdi            | 1:2 (A)  | 4:2 (H)   |
|                                     | Intermediate Runde | Cotonsport Garoua             | 0:3 (A)  | 1:1 (H)   |
| CAF Confederation Cup 2005          | Qualifikation      | APR FC Kigali                 | 1:0 (H)  | 1:3 (A)   |
| CAF Confederation Cup 2007          | 1. Runde           | Saint-Pauloise FC Saint-Paul  | 0:0 (A)  | 2:0 (H)   |
|                                     | 2. Runde           | Ismaily SC                    | 1:2 (A)  | 1:1 (H)   |
| CAF Confederation Cup 2008          | Qualifikation      | Chipukizi FC Zanzibar         | 5:0 (A)  | 2:0 (H)   |
|                                     | 1. Runde           | Highlanders FC Bulawayo       | 1:1 (H)  | 0:1 (A)   |
| CAF Confederation Cup 2018          | Qualifikation      | Al-Masry Port Said            | 0:4 (A)  | 2:1 (H)   |
| CAF Confederation Cup 2018/19       | Qualifikation      | Al-Merreikh Juba              | 2:0 (H)  | 0:0 (A)   |
|                                     | 1. Runde           | CS Sfaxien Sfax               | 1:4 (A)  | 1:0 (H)   |

|              | Spiele | Siege | Remis | Verl. | Tore  |
| Gesamtbilanz | 58     | 28    | 13    | 17    | 90:65 |
| ------------ | ------ | ----- | ----- | ----- | ----- |

## Trainerchronik
| Trainer        | Nation | von              | bis               |
| -------------- | ------ | ---------------- | ----------------- |
| Keagan Mumba † | Sambia | 1. Januar 2002   | 1. März 2003      |
| Keagan Mumba † | Sambia | 1. Dezember 2004 | 31. Dezember 2006 |
| Bilton Musonda | Sambia | Mai 2015         | heute             |